# Barbe-Q★Michael
Barbe-Q★Michael (Barbe-Q★マイケル?, Barbe-Q★Maikeru) è il terzo album dei Sex Machineguns pubblicato il 7 marzo del 2001 per l'etichetta Toshiba-EMI.

## Tracce
1. S.H.R.-Sexy Hero Revolution- - 3.43
2. Midori no Obachan (Signora della sicurezza all'attraversamento pedestre) - 5.11
3. O-kami to Kirigirisu (Il lupo e il grillo) - 3.38
4. Punch de love attack - 7.30
5. Death - 2.52
6. Aikoso subete (L'amore è tutto) - 4.17
7. Pheromone - 5.18
8. To-chan (Papà) - 3.54
9. Salaried man arashi (Uomo salariato, bufera) - 3.22
10. Tabetai Nametai Kiken chitai (Voglio mangiare, lecca la tua zona pericolosa) - 3.44
11. Fire - 7.04
12. Zenkoku taikai (Convenzione nazionale) - 3.57